# Rowleys vliegenvanger
Rowleys vliegenvanger (vroeger: Rowleys monarch, Eutrichomyias rowleyi)  is een endemische vogelsoort uit een monotypisch geslacht  Eutrichomyias en de familie Rhipiduridae (waaierstaarten), die voorkomt op een eiland ten noorden van Sulawesi (Indonesië). Deze vogel is genoemd naar de Engelse ornitholoog George Dawson Rowley (1822-1878).

## Taxonomie
Dit taxon werd lang beschouwd als een soort uit de familie van de monarchidae. Uit DNA-onderzoek, gepubliceerd in 2018 bleek plaatsing in de familie van de waaierstaarten meer voor de hand.

## Kenmerken
De vogel is 18 cm lang en overwegend hemelsblauw van kleur. De middelste staartveren zijn blauw, de vleugeldekveren zijn helderblauw, van onder is de vogel lichter, eerder grijs met een blauwe waas. Opvallend is de witte halve ring onder het oog; de iris is donkerbruin. De snavel is zwart, van binnen geel en de poten zijn blauwgrijs.

## Verspreiding en leefgebied
Rowleys vliegenvanger komt alleen voor op een eilandengroep, de Sangihe-eilanden ten noorden van Sulawesi. Er zijn vijf locaties aan de voet van de berg Gunung Sahendaruman van het eiland Sangihe Besar, waar Rowleys vliegenvanger leeft in dichte bosjes in diepe kloven langs de bedding van beken. Op dit eiland is praktisch al het bos omgezet in cultuurland. Het bosgebied is hoogstens nog 8 km² groot en wordt nog gebruikt voor zwerflandbouw en het verzamelen van bosproducten.

## Status als ernstig bedreigde diersoort
Gedurende meer dan een eeuw was deze vogelsoort alleen bekend via een museumexemplaar. Pogingen in 1985 en 1986 om deze vogel in levenden lijve waar te nemen, hadden geen succes. Daarop werd verondersteld dat de vogel was uitgestorven. 
In oktober 1998 bleek Rowleys vliegenvanger toch nog te bestaan. Volgens een studie uit 2016 lag het aantal van de totale populatie tussen 34 en 150 individuen.  Om deze redenen staat deze vogel als kritiek op de Rode Lijst van de IUCN.